# A tudat átalakítása – Tanítások az együttérzés felkeltésének módjáról
A tudat átalakítása – Tanítások az együttérzés felkeltésének módjáról (eredeti címe: Transforming the Mind: Teachings on Generating Compassion) című könyv nyolc verse a lojongként ismert tibeti spirituális írások közül a legfontosabb szöveg. Langri Thangpa írta ezt a rövid művet a 11. században. Ebben a közérthetően megfogalmazott tanításban a 14. dalai láma, Tendzin Gyaco megmutatja, miképp ápoljuk a bölcsességet és az együttérzést a mindennapokban.
1999 májusában a dalai láma nyilvános előadásokat és tanításokat adott a londoni Wembley Konferencia-központban, a Royal Albert Hallban, illetve a Lambeth Palace-ban. Az Egyesült Királyságban tett látogatásával több szervezet kérésének is eleget tett, köztük a brit Tibetháznak és a Canterbury érsekének. A könyvben szereplő legfontosabb témakörök: az együttérzés fejlesztése, az önmagunkkal és másokkal szembeni viselkedésünk kiegyensúlyozottsága, a pozitív gondolkodási mód kifejlesztése, a negatív élmények és tapasztalatok felhasználása a spirituális fejlődésben. A magas rangú tibeti láma a tibeti nép egyik legfontosabb spirituális vezetője. Számos jelentős elismerést kapott (lásd: A 14. dalai láma díjainak és elismeréseinek listája), egyebek mellett a Nobel-békedíjat.

## Magyarul
- A tudat átalakítása; ford. Szántai Zsolt; Szukits, Szeged, 2005